# 兼田敏
兼田 敏（かねだ びん、1935年9月9日 - 2002年5月17日）は、日本の作曲家。

## 人物・来歴
旧満洲新京（現・中国長春市）生まれ。引き揚げ後京都府京都市に住み、中学校時代にコルネット奏者となる。京都市立堀川高等学校音楽課程（現京都市立京都堀川音楽高等学校）を経て、東京藝術大学作曲科に入学。在学中下総皖一に師事。
岐阜大学教授、愛知県立芸術大学教授、岐阜大学大学院教授となり、居を岐阜市に構え、岐阜県にて音楽活動の中心とする。日本管打・吹奏楽学会顧問、日本バンドクリニック委員会代表、ナゴヤ・ディレクターズバンド指揮者を歴任。
保科洋（東京藝大での同期）と交流が深く、吹奏楽文化の普及をともにリーダーシップをとっていた。また、保科は兼田の音楽葬の際、実行委員長を務めた。

## 主な作品
- シンフォニックバンドのためのパッサカリア（1971年 音楽之友社創立30周年記念行事委嘱作品）
- 日本民謡組曲「わらべ唄」 あんたがたどこさ/子守唄/山寺の和尚さん（1962年 アメリカのスクールバンドのために書かれた作品）
- バンドのための楽章「若人の歌」（全日本吹奏楽コンクール1964年度課題曲、全日本吹奏楽コンクール課題曲初のオリジナル作品）
- 吹奏楽のための「ディヴェルティメント」（全日本吹奏楽コンクール1967年度課題曲）
- 吹奏楽のための寓話（全日本吹奏楽コンクール1973年度課題曲）
- 嗚呼!（全日本吹奏楽コンクール1986年度課題曲）
- ウィンド・オーケストラのための交響曲（1993年 東海道宿駅制度４００年記念事業委嘱作品）
- ウィンド・オーケストラのためのシンフォニック・ヴァリエーション（1977年 東京佼成ウィンドオーケストラ委嘱作品）
- ウィンド・オーケストラのためのファイヴ・イメージズ（1988年 静岡大学吹奏楽団委嘱作品）
- 吹奏楽のための序曲（1965年 ヤマハ吹奏楽団浜松委嘱作品）
- 吹奏楽のための交響的瞬間（1971年 ヤマハ吹奏楽団浜松委嘱作品、1975年度笹川賞創作曲コンクール吹奏楽C部門2位）
- 吹奏楽のための主題と変奏（1972年 蒲郡市吹奏楽団委嘱作品）
- 吹奏楽のための哀歌（1974年 駒澤大学吹奏楽部委嘱作品）
- 吹奏楽のためのバラード Ⅰ（1981年 ヤマハ吹奏楽団浜松委嘱作品）
- 吹奏楽のためのバラード Ⅱ（1982年 ヤマハ吹奏楽団東京委嘱作品）
- 吹奏楽のためのバラード Ⅲ（1992年 高松市民吹奏楽団）
- 吹奏楽のためのバラード Ⅳ（1997年 東京佼成ウィンドオーケストラ委嘱作品、第2回 21世紀の吹奏楽“響宴”演奏曲）
- 吹奏楽のためのバラード Ⅴ（1999年 第14回国民文化祭・ぎふ99委嘱作品）
- バンドのための楽章「海神の行進」
- シンフォニックバンドのための交響的音頭（1984年 日本バンドクリニック委員会委嘱作品）
- 行進曲「躍進」（1973年 千葉国体行進曲）
- 行進曲「ブルー・マリーン」（1975年 三重国体行進曲）
- 行進曲「秋田」《ビバ・ヘヴァ》秋田県吹奏楽連盟委嘱作品。1978年秋田県吹奏楽連盟創立20周年記念演奏会で箕輪響指揮、秋田南高校吹奏楽部で初演。
- 行進曲「わかくさ」（1984年 奈良国体行進曲）
- コンサート・マーチ「下関」（1983年 下関市民吹奏楽団）
- 行進曲「陽気な高校生」
- March Oh！OSAKA
- 行進曲「山口」（1985年 山口国体行進曲）
- 行進曲「京都」（1988年 京都国体行進曲）
- 行進曲「光に向かって」（1988年 京都国体行進曲）
- マーチ！マーチ！（1989年 日本バンドクリニック委員会委嘱作品）
- 行進曲「飛翔」（1990年 愛知県吹奏楽連盟30周年記念委嘱作品、中部吹奏楽コンクール2013年度・2014年度課題曲）
- マーチ「グリーン・ライト」（1991年 岐阜県警察音楽隊委嘱作品）
- 行進曲「響け翠を讃えて」〈合唱付き〉（1992年 東四国国体行進曲）
- 行進曲「銀嶺」（1996年 ぎふスズラン国体行進曲、中部吹奏楽コンクール2015年度・2016年度・2017年度課題曲）
- 岐阜市民の歌（1979年 岐阜市制定）

他